# Båtstø
Båtstø är en tidigare tätort i Askers kommun i Akershus fylke i sydöstra Norge. Orten ligger vid fylkesväg 2686, vid sidan av Europaväg 134, på den västra sidan av Oslofjorden, mellan orterna Åros i söder och Høvikvollen i norr.
Tidigare har orten tillhört dåvarande Røykens kommun.
Sedan 2013 räknas orten inte längre som en tätort.
Namnet Båtstø betyder uppläggningsplats för båtar.